# 大卫·莱特曼晚间秀
《大卫·莱特曼晚间秀》（英語：Late Show with David Letterman）是美國哥倫比亞廣播公司（CBS）於周一到周五晚上十一点至午夜间播出的喜剧和脱口秀電視节目。节目于1993年8月30日首播，由大卫·莱特曼制作并主持。其音乐总监和CBS自有乐队的指挥是保罗·沙佛（Paul Shaffer）。本節目的錄影棚位於纽约百老汇的埃德·沙利文劇院。据节目自身的2004年8月版的官方通讯称，十一年里大卫晚间秀共播出2,264场次，包括4,082个嘉宾访谈、1,382个特写、1,668场音乐表演、473个嘉宾和客串音乐人参与CBS乐队演奏、275个现场喜剧，以及至少1,382次游行。在大卫·莱特曼宣布退休後，2015年5月20日播出最後一集。原時段由史蒂芬·科拜尔接替，原節目改為《斯蒂芬·科尔伯特晚间秀》（英語：Late Show with Stephen Colbert）。本節目從2005年8月29日起以高畫質信号播出。亞洲電視國際台曾经播出该节目，但从2009年1月1日起停播。同时停播的还有CBS晚间新闻。

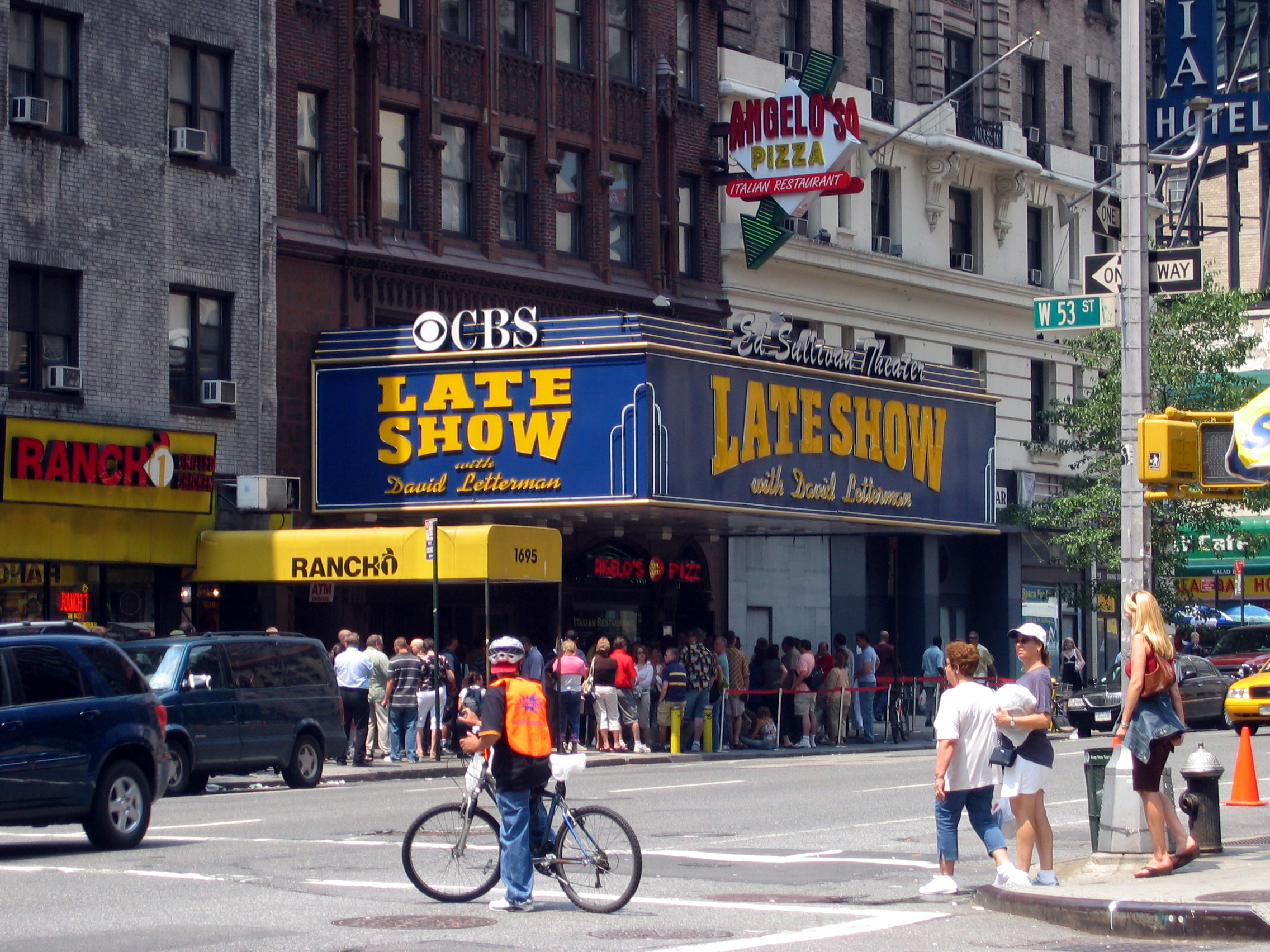
Ed Sullivan 剧场

## 節目歷史
莱特曼以前曾为NBC《深夜》（Late Night）的主持人，而他一直也被外界視為《今夜秀》（Tonight Show）主持人約翰尼·卡森的接班人。但是在約翰尼·卡森準備退休之際，NBC卻決定把《今夜秀》主持人一職交予傑伊·里諾（Jay Leno）。據報此擧令莱特曼非常氣憤和失望，而他亦跟隨卡森的建議，於1992年決定離開NBC，轉投CBS。

## 定期小品
莱特曼最初转到CBS旗下开始制作晚间秀时，几个"深夜"的长期的喜剧板块也一起转了过来，包括Top Ten List等。莱特曼重新命名了几个以避免版权纠纷。例如NBC的"观众来信"变成了"CBS邮袋"，问世不久的拉里老弟麦欧门（Larry "Bud" Melman）也开始使用其真名。
一个在NBC和CBS的节目里反复出现的小品是用各种方法破坏家用品包括爆炸，压毁及最常见的把他们扔到某建筑物的屋顶上
大卫晚间秀的不断重复的荒诞板块非常出名，经常以竞赛或者观众参与为表现形式。这个板块的吸引力在于，其毫无意义，但是大卫和所有的参与者却都很投入。

### 这个怎么样?
在"这个怎么样?"(Is This Anything)板块幕布会拉起来由一个带着道具的表演者表演非同寻常的绝活。接下来的是，彼此表演不同，後來變成固定在此表演的另外两个表演者：
呼啦圈女郎安娜·杰克（Anna Jack），她在身体的不同部位旋转数不清的呼啦圈，另一个是磨刀机女郎基娃·卡尔（Kiva Kahl）她拿着手持磨刀机研磨自己装束上的金属部分以产生火花。大约30秒钟后幕布落下来大卫和保罗开始讨论表演是"有一套!"还是"什么都不是!"

### 时事对对碰
在这个时段（美国发展最快的问答类节目），大卫会挑出一名观众参加问答游戏。他或她必需先选一个类别，除了标明的类别外，总有一个选项是"分辨刀口"，其他的类别都是有主题的并很少重复。
在"分辨刀口" 里，参与者会去看一块肉的刀口的照片并被要求去分辨。其他类别都是相似的。如果他们赢了的话（经常如此），他们会得到奖励：在当地餐厅吃一顿双人餐，得到自1997年开始的节目现场CD，包括音乐，和最近增加的一盒Explod-O-Pop爆米花小粒玉米。赢得"分辨刀口"的还有一个附加奖项，一箱价值300美元的精选纽约Lobel牛肉。

### 会浮起来吗？
在这一时段会有一件东西被两个漂亮模特（Andrea Sande和Nadine Hennelly）扔到一个水槽裡，在扔之前艾伦·卡特会告诉莱特曼和沙佛是件什么东西，然后他们两个开始讨论东西是会下沉还是漂浮着。
抛东西的同时通常会有「呼啦圈女郎」和「磨刀女郎」在旁助兴表演。

### 其他
有时Shaffer和Kalter也在例行喜剧里出场，剧组人员也时有客串。
附近的"你好德里"(Hello Deli)的老板Rupert Jee也参与一些节目，大卫的母亲桃乐茜也经常出场，包括每个感恩节。
Tony Randall和Regis Philbin制作了大量的特写。
莱特曼给观众带来了一些例行喜剧如"Stump The Band"（强尼·卡森首创）,"时事对对碰"(Know Your Current Events), "观众秀"(Audience Show)。